# Elena Volkova (volley-ball)
Pour les articles homonymes, voir Volkova et Elena Volkova.
Elena Pavlovna Volkova, née le 13 juin 1960 à Gorki , est une joueuse de volley-ball soviétique. 
Elle est sacrée championne olympique de volley-ball aux Jeux olympiques d'été de 1988 à Séoul.